# Adeonella falcicula
Adeonella falcicula är en mossdjursart som beskrevs av Hayward 1981. Adeonella falcicula ingår i släktet Adeonella och familjen Adeonellidae. Inga underarter finns listade i Catalogue of Life.